# ポール・クイニシェット
ポール・クイニシェット（Paul Quinichette、1916年5月17日 - 1983年5月25日）は、アメリカのジャズ・テナー・サクソフォーン奏者。ニックネームが「プレジデント（大統領）」または単に「プレズ」であったレスター・ヤングの息使いのスタイルを模倣したことから、「ヴァイス・プレジデント（副大統領）」または「ヴァイス・プレズ」として知られていた。ヤングはというと、クイニシェットを「レディQ」と呼んでいた。

## 略歴

### 生い立ち
クイニシェットはアメリカ合衆国コロラド州デンバーで生まれた。テナー・サックスに転向するまでは、幼少期よりクラリネットとアルト・サックスを習っていた。13歳の頃、彼はレスター・ヤングから非公式のレッスンを受けている。クイニシェットはデンバー大学に通い、テネシー州立大学に転校した後、デンバー大学に戻り、音楽で卒業した。大学在学中は地元のバンドで演奏し、夏休みにはナット・タウルズやトランペッターのロイド・ハンターとツアーを行った。

### その後の人生とキャリア
クイニシェットは、1930年代後半にショーティ・シェロックと仕事をし、その後はアーニー・フィールズ (1942年) とジェイ・マクシャン (1942年–1943年) と一緒に仕事をした。1945年から1947年まで西海岸でジョニー・オーティスと過ごした後、1947年にルイ・ジョーダンと共にニューヨークに進出。ニューヨークでは、1951年にカウント・ベイシーと合流するまでに、さまざまなミュージシャンと共演している。ベイシーとは2年間を過ごし、エマーシー・レコードでの自身のレコーディングによる成功を得た後、クイニシェットは自分のバンドを結成するためにベイシーのもとから離れた。
1950年代半ばから後半にかけて、クイニシェットはボーカリストのダイナ・ワシントンによるエマーシーでのレコーディングにも参加し、ベニー・グッドマンとナット・ピアース (共に1955年)、ジョン・コルトレーン (1957年)、ビリー・ホリデイと共演した。その後の10年間は、健康状態が悪化して音楽家としての活動が妨げられるようになり、電気技師としての仕事に就いた。まだ制限はされていたものの、1973年になって演奏を再開した。
クイニシェットは、1983年5月25日にニューヨークで亡くなった。

## 演奏スタイル
ニューグローヴ世界音楽大事典は、「クイニシェットのスタイルは、ヤングに続くミュージシャンの中でも比類のないスウィング感を示していた」とコメントしている。1959年に書かれた評論家のジョン・S・ウィルソンによる記述では、ベイシーの元を去った後、「クイニシェットは、ヤングからのものと同じくらい、イリノイ・ジャケーからのあまり口当たりが良いとは言えない側面に起因するトーンやアイデア、攻撃といった俗悪さに傾倒していた」とされている。

## ディスコグラフィ

### リーダー・アルバム
- 『ザ・ヴァイス・プレス』 - The Vice Pres (1954年、Emarcy)
- 『ムーズ』 - Moods (1955年、EmArcy)
- Blow Your Horn (1956年、Brunswick)
- 『ザ・キッド・フロム・デンヴァー』 - The Kid From Denver (1956年、Dawn)
- 『オン・ザ・サニー・サイド』 - On the Sunny Side (1957年、Prestige)
- 『ザ・チェイス・イズ・オン』 - The Chase Is On (1957年、Bethlehem) ※with チャーリー・ラウズ
- 『フォー・ベイシー』 - For Basie (1957年、Prestige) ※with シャッド・コリンズ、フレディ・グリーン、ウォルター・ペイジ、ジョー・ジョーンズ、ナット・ピアース
- 『ベイシー・リユニオン』 - Basie Reunion (1958年、Prestige) ※with バック・クレイトン、シャッド・コリンズ、ジャック・ワシントン、フレディ・グリーン、エディ・ジョーンズ、ジョー・ジョーンズ、ナット・ピアース
- 『キャッティン・ウィズ・コルトレーン・アンド・クイニシェット』 - Cattin' with Coltrane and Quinichette (1959年、Prestige) ※with ジョン・コルトレーン
- 『ライク・ベイシー』 - Like Basie! (1959年、United Artists)
- 『プレヴュー』 - Prevue (1974年、Famous Door) ※with ブルックス・カー

### 参加アルバム
ジーン・アモンズ
- The Big Sound (1958年、Prestige)
- Groove Blues (1958年、Prestige)

カウント・ベイシー
- Basie Jazz (1954年、Clef)
- 『ダンス・セッション・アルバム#2』 - Dance Session Album No. 2 (1954年、Clef)
- 『ザ・カウント』 - The Count! (1955年、Clef)
- 『ザ・スウィンギン・カウント』 - The Swinging Count! (1956年、Clef)

ボブ・ブルックマイヤー
- Kansas City Revisited (1958年、United Artists)

ビリー・ホリデイ
- 『アン・イヴニング・ウィズ・ビリー・ホリデイ』 - An Evening with Billie Holiday (1953年、Clef)
- 『ビリー・ホリデイ物語 - レディ・シングズ・ザ・ブルース』 - Lady Sings the Blues (1956年、Clef)

ジェイ・マクシャン
- 『ラスト・オブ・ザ・ブルー・デヴィルズ』 - The Last of the Blue Devils (1978年、Atlantic)

プレスティッジ・オールスターズ
- 『ホイーリン&ディーリン』 - Wheelin' & Dealin' (1957年、Prestige) ※with ジョン・コルトレーン、フランク・ウェス

サラ・ヴォーン
- 『サラ・ヴォーン・ウィズ・クリフォード・ブラウン』 - Sarah Vaughan with Clifford Brown (1954年、EmArcy) ※with クリフォード・ブラウン

エディー・ヴィンソン
- 『クリーンヘッズ・バック・イン・タウン』 - Clean Head's Back in Town (1957年、Bethlehem)

マル・ウォルドロン
- 『ザ・ディーラーズ』 - The Dealers (1964年、Prestige)

ダイナ・ワシントン
- Blazing Ballads (1952年、Mercury)
- 『アフター・アワーズ・ウィズ・ミス・"D"』 - After Hours with Miss "D" (1954年、EmArcy)

ウェブスター・ヤング
- 『フォー・レディ』 - For Lady (1957年、Prestige)